# Autostrada A602 (Belgia)
Autostrada belgiană A602 (clasificată ca E25), cunoscută și sub denumirea de legătura E40–E25, este o autostradă situată în partea de vest a orașului Liège, aflată în proprietatea SOFICO. Ea face parte din centura ocolitoare vestică a orașului Liège. Traseul său este parțial urban și include tunelul Cointe.
Autostrada traversează fluviul Meuse.
Este un tronson de autostradă cu taxă, însă aceasta este plătită de Regiunea Valonă (vehiculele sunt înregistrate, dar nu li se percepe direct taxa).
Pe acest segment este instalat un radar (radar de viteză medie). În faza de testare, un panou de afișaj amplasat la înălțime indica numărul de înmatriculare al vehiculului aflat în depășirea vitezei legale. Începând cu sfârșitul anului 2012, sistemul a trecut în regim sancționatoriu, iar panoul a fost îndepărtat.

## Traseu
| Descrierea traseului | |                          |
| A602 E25             | |                          |
| Loncin               | Nod rutier între A3, A15, A602r și A602: Anvers, Verviers, Maastricht, Aachen, Trier; Bruxelles, Leuven; Seraing, Namur, Paris. | A3 A15 A602r E25 E40 E42 |
| 31a - Bonne-Fortune  | Zonă deservită: Parcul industrial Bonne-Fortune (nod rutier parțial).                                                           |                          |
| 32 - Ans             | Orașe deservite: Ans, Montegnée, Parcul industrial Bonne-Fortune.                                                               | N3h                      |
|                      | Zone de parcare: Glain (sens Bruxelles → Luxembourg).                                                                           |                          |
| 33 - Liège-Centre    | Cartiere deservite: Liège-centru, Liège-Burenville, Liège-Saint-Laurent, Liège-Sainte-Marguerite.                               | N3g                      |
| 35 - Avroy Laveu     | Cartiere deservite: Liège-Avroy, Liège-Laveu (nod rutier parțial).                                                              | N607                     |
| 36 - Guillemins      | Cartiere deservite: Liège-Avroy, Liège-Laveu, Liège-Guillemins, Gara Liège-Guillemins.                                          | N607a                    |
|                      | Tunelul Cointe (1 650 m). |                          |
| 37 - Guillemins      | Cartiere deservite: Seraing, Marche-en-Famenne, Liège-Val Benoît, Liège-Fragnée.                                                | N617                     |
|                      | Podul Pays de Liège (328 m). |                          |
|                      | Tunelul Kinkempois (750 m). |                          |
| 38 - Grosses Battes  | Cartiere deservite: Grivegnée, Angleur, Liège-Belle Ile (nod rutier parțial).                                                   | N633                     |
|                      | Tunelu Grosses Battes (375 m).                                                                                                  |                          |
| 38 - Grosses Battes  | Cartiere deservite: Grivegnée, Angleur, Marche-en-Famenne, Liège-Belle Ile, Liège-Médiacité (nod rutier parțial).               | N633                     |
| A602 E25             | |                          |
| A26 E25              | |                          |